# Kearsarge (Schiff, 1862)

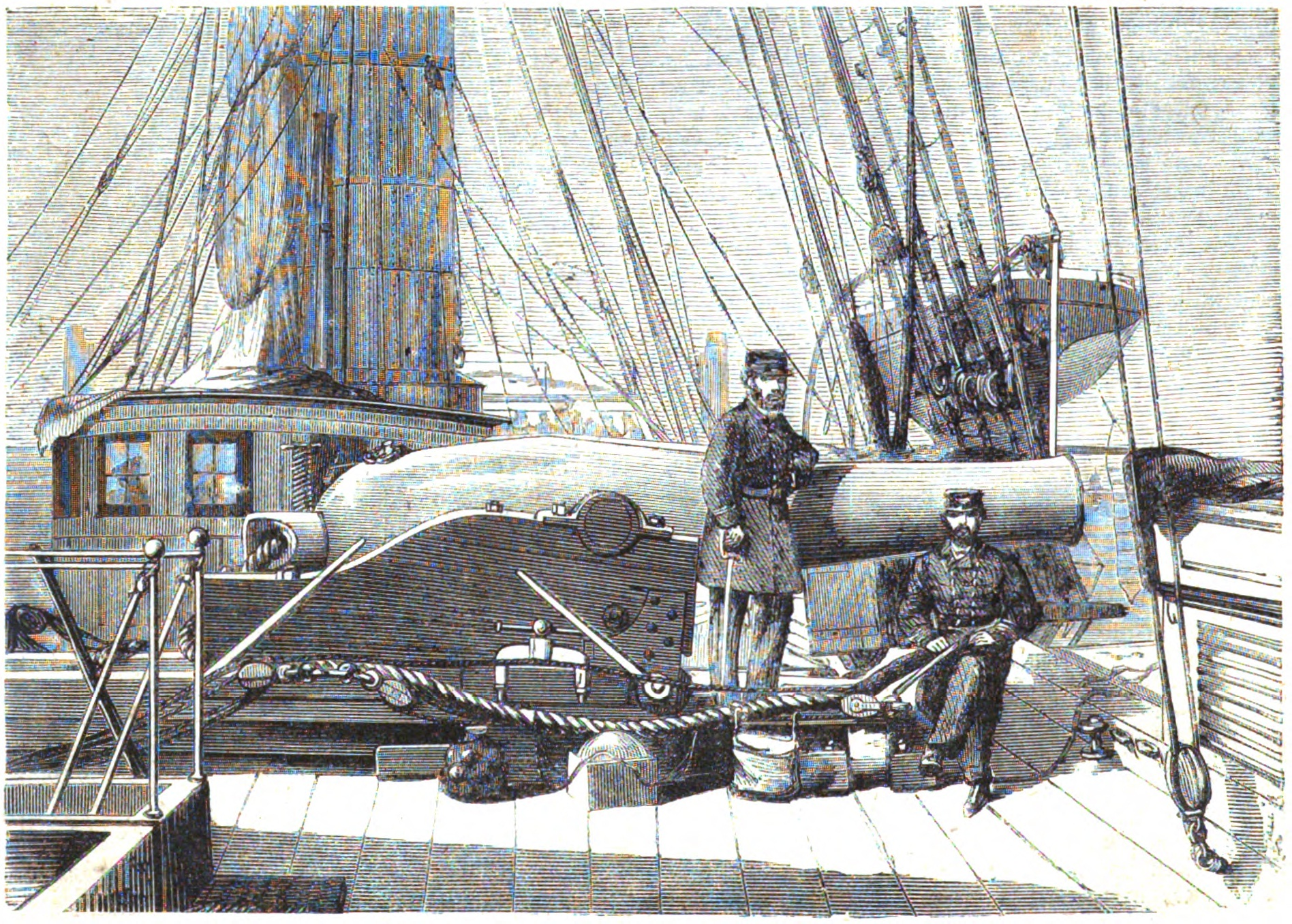
Die 150-pfündige, drehbare Kanone der Kearsarge

Die Kearsarge  war ein nicht klassifiziertes, auch als Dampf-Fregatte bezeichnetes Kriegsschiff (Sloop) der amerikanischen Nordstaaten, das im Rahmen des Sezessionskrieges am 19. Juni 1864 ein konföderiertes Kaperschiff, den Blockadebrecher Alabama, versenkte und damit einen berühmten internationalen Rechtsstreit zwischen den Vereinigten Staaten und dem Vereinigten Königreich auslöste („Alabamafrage“).

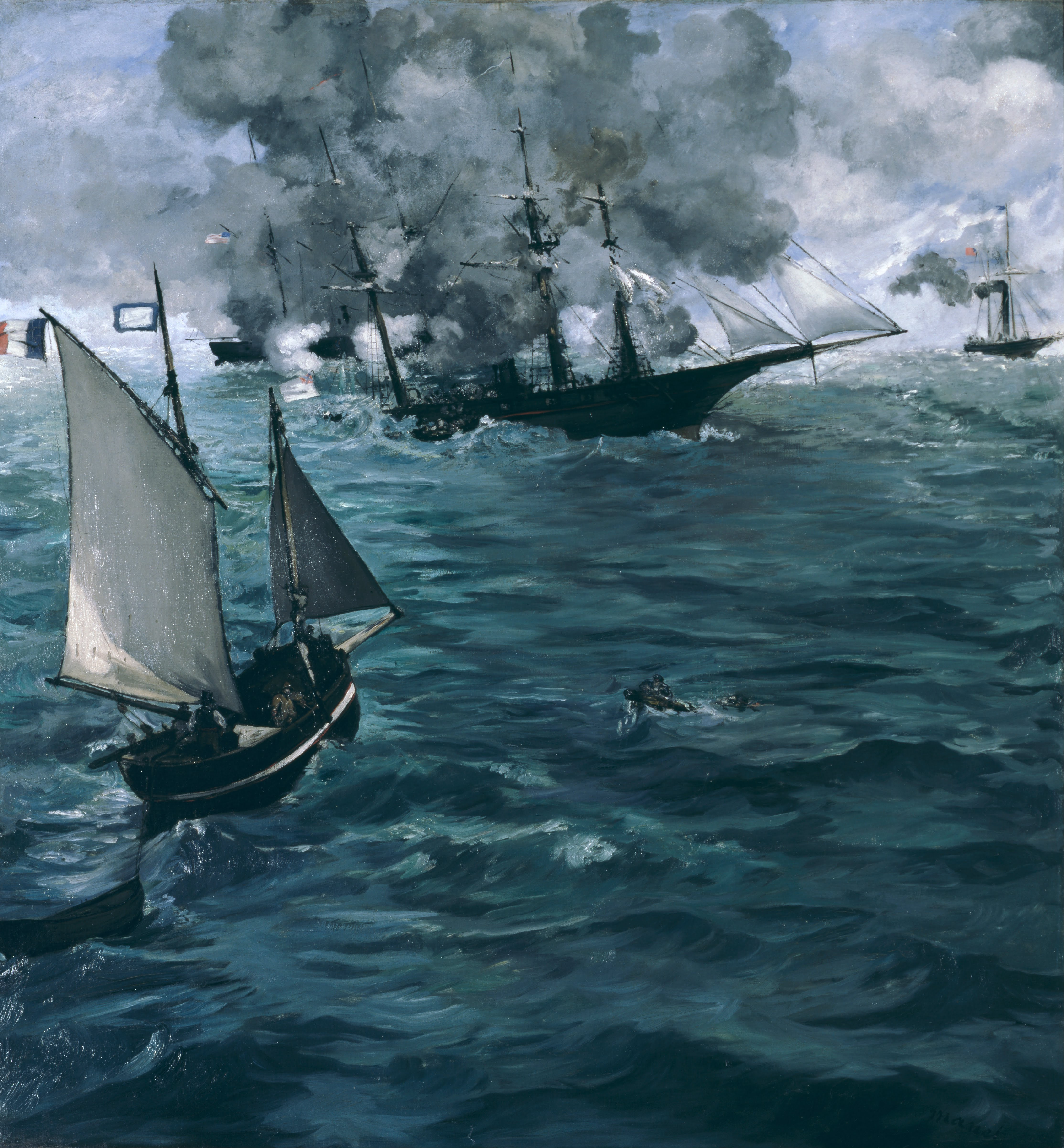
Édouard Manet: Seegefecht zwischen der Kearsarge und der Alabama

## Geschichte
Die Kearsarge wurde 1861 auf der Portsmouth Naval Shipyard in Kittery auf Kiel gelegt und lief am 11. September 1861 vom Stapel. Am 24. Januar 1862 erfolgte die Indienststellung der Sloop.
Die Kearsarge, die von Konteradmiral John Ancrum Winslow (1811–1873) kommandiert wurde, suchte seit dem Frühjahr 1863 von den Azoren entlang der spanischen und der französischen Küste bis hin zur Scheldemündung nach konföderierten Blockadebrechern. Am 12. April erfuhr Winslow, dass die Alabama in Cherbourg lag. Das spektakuläre Seeduell der beiden sich umkreisenden Schiffe außerhalb des Hafenbeckens von Cherbourg wurde von einer großen Menge Schaulustiger beobachtet. Die Kearsarge war mit zwei drehbaren, 150-pfündigen Dahlgrenkanonen (Kaliber 28 cm) bestückt, deren Beschuss die nicht gepanzerte Alabama, die als Hauptbewaffnung eine Blakeley Rifle (100-Pfünder mit gezogenem Lauf und Kaliber 16,2 cm) trug, wenig entgegenzusetzen hatte. Im selben Jahr schuf Édouard Manet ein Gemälde von diesem Seegefecht.
1887 erhielt die Sloop eine neue Bewaffnung, die aus vier Glattrohrkanonen Kaliber 22,9 cm, zwei 20,3-cm-Vorderladern sowie einem Hinterlader Kaliber 13,5 cm und einer weiteren kleineren Kanone bestand.
Die Kearsarge lief am 2. Februar 1894 an der Roncador Bank, einem Korallenriff in der südwestlichen Karibik, auf Grund und wurde noch im selben Jahr aus dem Naval Vessel Register gestrichen.
Zu Ehren der Kearsarge erhielt das ab 1896 gebaute Schlachtschiff Kearsarge diesen Namen. Später wurde der Name als Traditionsname an den Flugzeugträger Kearsarge und das amphibische Angriffsschiff Kearsarge weitergegeben.